# Mieczysław Mikołajewski
Mieczysław Mikołajewski (ur. 21 stycznia 1898 w Starym Ciechocinku, zm. 31 lipca 1919 tamże) – sierżant Wojska Polskiego, działacz niepodległościowy, kawaler Orderu Virtuti Militari.

## Życiorys
Urodził się 21 stycznia 1898 we wsi Stary Ciechocinek, w ówczesnym powiecie nieszawskim guberni warszawskiej, w rodzinie Bronisława (1874–1940), starszego majstra cechu murarsko-ciesielskiego, zamordowanego przez członków Selbstschutzu, i Franciszki ze Świtalskich (1879–1951). Po ukończeniu dwóch klas w szkole miejskiej w Nieszawie rozpoczął praktykę felczerską w zakładzie Stępińskiego we Włocławku. Należał do Polskiej Organizacji Wojskowej. Za odmowę służby w armii rosyjskiej został skierowany do obozu koncentracyjnego, z którego uciekł. Aresztowany i przez kilka miesięcy więziony w XI pawilonie Cytadeli Warszawskiej.
15 września 1914 wstąpił do Legionów Polskich. W szeregach II Brygady Legionów Polskich walczył w kampanii karpackiej. 3 sierpnia 1915, jako żołnierz 6 kompanii 4 pułku piechoty został ranny w czasie bitwy pod Jastkowem. Od 9 sierpnia przebywał w szpitalu barakowym w Bielsku. Po zakończeniu leczenia został wcielony do 8. kompanii 6 pułku piechoty. W jej szeregach „szczególnie odznaczył się w bitwie o Polską Górę /6 VII 1916/, gdy na czele plutonu zainicjował atak, w wyniku którego rozbito kompanię nieprzyjaciela, za co otrzymał Order Virtuti Militari”.
Od listopada 1918 w szeregach odrodzonego Wojska Polskiego w stopniu sierżanta walczył na froncie wojny polsko-bolszewickiej w składzie 6 pułku piechoty Legionów, a później 31 pułku piechoty. Zmarł 31 lipca 1919 w wyniku choroby podczas urlopu. Pochowany na cmentarzu parafialnym przy ul. Wołuszewskiej w Ciechocinku (sektor H, rząd 19, grób 15). Był kawalerem, dzieci nie miał.

## Ordery i odznaczenia
- Krzyż Srebrny Orderu Wojskowego Virtuti Militari nr 6411 – pośmiertnie, 17 maja 1922[13][14][15][2][16][17][18]
- Krzyż Niepodległości – pośmiertnie, 8 listopada 1937  „za pracę w dziele odzyskania niepodległości”[19][20][21]
- Krzyż Walecznych dwukrotnie[22][23][24]
- Krzyż Pamiątkowy 6 pułku piechoty Legionów Polskich[25]
- Srebrny Medal Waleczności 2 klasy (Austro-Węgry)[26]